# Möckmühl
Möckmühl település Németországban, azon belül Baden-Württembergben. Lakosainak száma 8713 fő (2023. december 31.).

## Népesség
A település népessége az elmúlt években az alábbi módon változott:
| Lakosok száma | 5005 | 5420 | 5776 | 5863 | 5913 | 7672 | 8381 | 8188 | 7765 | 8713 |
|               | 1961 | 1967 | 1974 | 1980 | 1987 | 1993 | 2000 | 2006 | 2013 | 2023 |